# Deutsche Handballmeisterschaft (Frauen) 1961
Die vierte deutsche Meisterschaft im Hallenhandball der Frauen wurde am 18. Februar 1961 im nordbadischen Ketsch ausgetragen. Die Meister der Regionalverbände, Südwest, West, Nord und Berlin sowie zwei Vertreter des veranstaltenden Regionalverbands Süd hatten sich für die Endrunde qualifiziert. Die sechs Mannschaften spielten zunächst in zwei Gruppen. Die jeweils zwei Bestplatzierten zogen in das Halbfinale ein, die beiden Gruppenletzten bestritten das Spiel um Platz fünf. Deutscher Meister wurde erneut der RSV Mülheim.

## Teilnehmer
- SSC Südwest Berlin (Meister Berlin)
- Eimsbütteler TV (Meister Nord)
- 1. FC Nürnberg (Meister Süd)
- SV Waldhof Mannheim (Vizemeister Süd)
- TV Vorwärts Frankfurt (Meister Südwest)
- RSV Mülheim (Meister West)

## Spielergebnisse

### Platzierungen in den Gruppen
- Gruppe A: 1. RSV Mülheim, 2. TV Vorwärts Frankfurt, 3. SV Waldhof Mannheim
- Gruppe B: 1. Eimsbütteler TV, 2. SSC Südwest Berlin, 3. 1. FC Nürnberg

### Spiel um Platz 5
- 1. FC Nürnberg – SV Waldhof Mannheim 4:2

### Halbfinale
- TV Vorwärts Frankfurt – Eimsbütteler TV 3:2
- RSV Mülheim – SSC Südwest Berlin 5:3

### Spiel um Platz 3
- Eimsbütteler TV – SSC Südwest Berlin 7:2

### Finale
- RSV Mülheim – TV Vorwärts Frankfurt 5:4 n.2V.